# 蝶花楼馬楽 (2代目)
二代目 蝶花楼 馬楽（ちょうかろう ばらく、1833年5月 - 1889年6月22日）は、落語家。本名∶加藤 幸之助。実兄に五代目桂文治がいる。
最初は都々一坊扇歌（恐らく三代目）の門で歌生。後に三代目麗々亭柳橋の門で麗々亭？柳女、さらに明治3年、4年ころに二代目蝶花楼馬楽と改名。

墓石が小石川永泉寺の兄文治と同じ所に埋葬されている。墓石の横には「初代蝶花楼馬楽墓」と刻まれているが実際は初代金原亭馬生の門で初代が確認されている。

## 人物
芸は達者であったが芸界きっての変わり者で寄席の持ち時間を無視して枕だけで1時間喋って席亭を困らせることもあったという。